# デューイ、トルーマンを破る

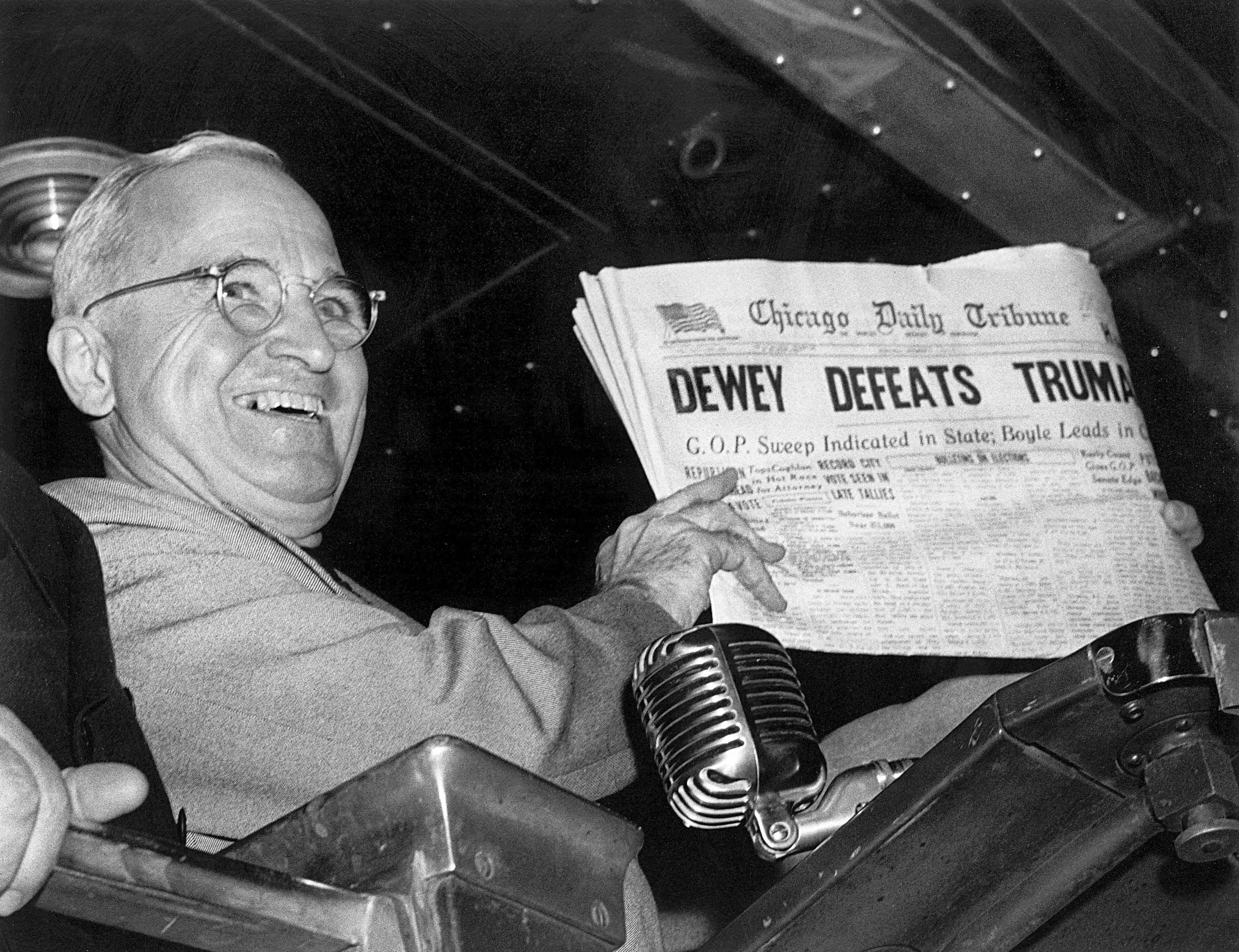
「デューイ、トルーマンを破る」(Dewey Defeats Truman)という見出しの新聞を掲げるトルーマン（1948年11月3日）

『デューイ、トルーマンを破る』（Dewey Defeats Truman）は、1948年11月3日付『シカゴ・デイリー・トリビューン』紙の1面に掲載された誤報記事の見出しである。1948年アメリカ合衆国大統領選挙において、当時現職大統領だったハリー・S・トルーマン（民主党）は、有力候補と目されたニューヨーク州知事トマス・E・デューイ（共和党）を破った。再選を果たしたトルーマンがこの記事が掲載された『トリビューン』を手にして笑顔を浮かべる写真が撮影されたことで有名になった。

## 背景
この記事の悪評は、トルーマンがミズーリ州インディペンデンスの自宅からワシントンD.C.へと向かう途中、セントルイス・ユニオン駅にて『トリビューン』を掲げて笑顔を浮かべる姿を撮影されたことで、世に広く知られることとなった。『トリビューン』は民主党の大統領候補者だったトルーマンを「阿呆」（nincompoop）と評したこともあり、極めて共和党寄りの新聞として知られていた。60年後に『トリビューン』が掲載したこの誤報に関する回顧記事によれば、『トリビューン』がトルーマンに対してそうしていたのと同等程度に、トルーマンも『トリビューン』を見下していたのだという。
1948年の選挙の約1年前、『トリビューン』やその他シカゴ地元紙と契約しライノタイプを運用していた印刷業者において、タフト＝ハートリー法への抗議のためのストライキが起こった。同時期、『トリビューン』では、ライノタイプを用いずに通常のタイプライターで元記事を作成し、これを撮影した写真を元に印刷版型の作成を行う手法を採用した。この手法では、従来よりも数時間早く元記事を印刷所へと引き渡す必要があった。

## 1948年の選挙

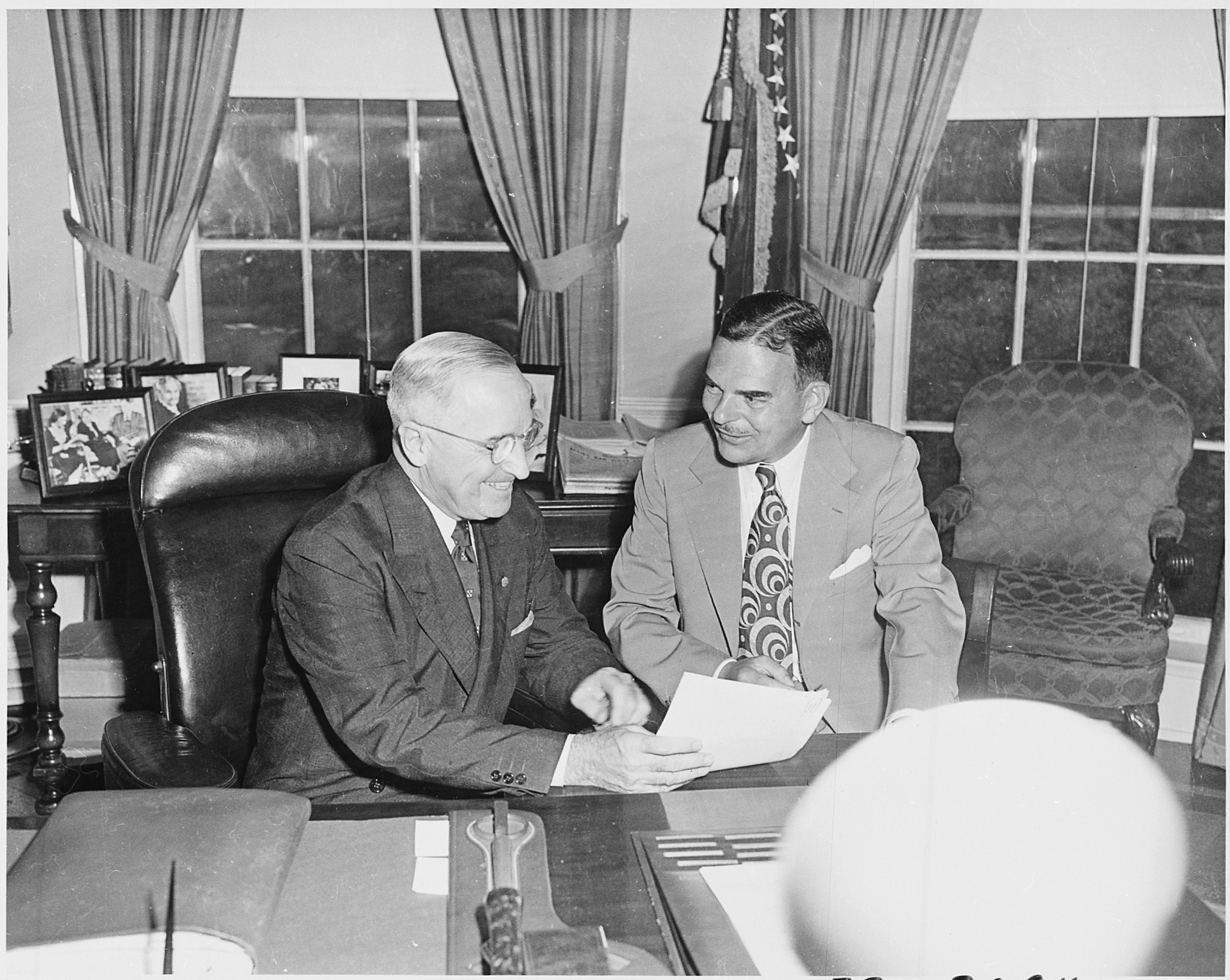
トルーマンとデューイ（1948年）

選挙当日の夜、東海岸各州のほとんどの投票所からの開票報告さえ依然として届かぬ中、『トリビューン』の選挙後最初の号に掲載する記事の提出締め切りが迫っていた。そのため、『トリビューン』ではワシントン特派員で政治アナリストだったアーサー・シアーズ・ヘニング（Arthur Sears Henning）の予想に基づいて選挙結果を報じる記事を執筆することになった。ヘニングは過去20年間5回の大統領選において、勝者を4度的中させていた。当時の世間一般で語られていたところと各種世論調査によれば、デューイの勝利は「決して避け得ないもの」（inevitable）であり、彼は容易に勝利を収めるであろうとされていた。そのため、『トリビューン』は第1版において、『デューイ、トルーマンを破る』という見出しを掲載したのである。
ヘニングが執筆した記事は、上下両院における共和党の優勢確保にも言及していた。記事では「昨夜の大統領選において、デューイとウォーレンは圧倒的な勝利を収めた。当初の開票速報は、西部州および南部州において、共和党候補者が一貫してトルーマンとバークリーに優勢であることを明らかにした」（Dewey and Warren won a sweeping victory in the presidential election yesterday. The early returns showed the Republican ticket leading Truman and Barkley pretty consistently in the western and southern states）とされ、さらに「この兆候は、最終的な開票において、デューイが選挙人投票の圧倒的多数を得て大統領選に勝利することを示唆している」（indications were that the complete returns would disclose that Dewey won the presidency by an overwhelming majority of the electoral vote）とした。
その後届いた各地の開票報告が接戦を明らかにした後も、ヘニングは自らの予想に固執し、デューイの勝利を報じる見出しが掲載されたまま、数千部の『トリビューン』が印刷された。トップ記事が地元の投票結果を強調し、全国的にはデューイのリードが小さくなりつつあることを示す内容に書き直されても、見出しは変更されなかった。夜遅くになってから、特派員らによるデューイの勝利の確実性についての問い合わせを経て、『トリビューン』は第2版のための見出しを『民主党が公職を席巻』（DEMOCRATS MAKE SWEEP OF STATE OFFICES）に改めた。この時点で、およそ150,000部が誤った見出しのまま印刷されていた。
結局、選挙人投票の結果は303対189対39で、トルーマンはデューイとストロム・サーモンド（州権民主党）に勝利した。ただし、オハイオ州、イリノイ州、カリフォルニア州における一般投票で1％未満の変動があった場合、デューイが勝利を収めていたとされる。民主党は大統領選に勝利しただけではなく、上下両院での優勢も確保することになった。

## その後
2日後、トルーマンがセントルイス・ユニオン駅でワシントンD.C.に向かう大統領専用車両フェルディナンド・マゼラン号に乗り込もうとした時、誤った見出しの乗った第1版の『トリビューン』を渡された。見出しに気づいて喜んだトルーマンはこれを掲げ、駅に集まっていた報道関係者らの撮影に応じた。1966年に『トリビューン』が掲載したヘニングの追悼記事では、この一件について触れられていない。伝えられるところによると、『トリビューン』を手にしたトルーマンは「私の聞いた話とは違うな」（That ain't the way I heard it!）と言いながら笑っていたという。
数年後には『トリビューン』もこの一件を笑い話にするようになり、1948年大統領選25周年を記念して『デューイ、トルーマンを破る』の見出しを元にした銘板を作成し、トルーマンに贈る計画を立てていた。しかし、1972年12月26日にトルーマンが死去したため、実現しなかった。
この選挙について誤報を掲載した新聞は『トリビューン』だけではない。11月3日付『The Journal of Commerce』誌には、デューイに期待する事柄に関する記事が8つも掲載されていた。見出しの1つは、「デューイの勝利は政府とビジネスの調和した新時代を開くための負託であり、国民からの信頼であろう」（Dewey Victory Seen as Mandate to Open New Era of Government-Business Harmony, Public Confidence）というものだった。